# خروسک‌ماهی پرنده خاوری
خروسک‌ماهی پرنده خاوری (نام علمی: Dactyloptena orientalis) نام یک گونه از تیره خروسک‌ماهیان پرنده است.

## نگارخانه

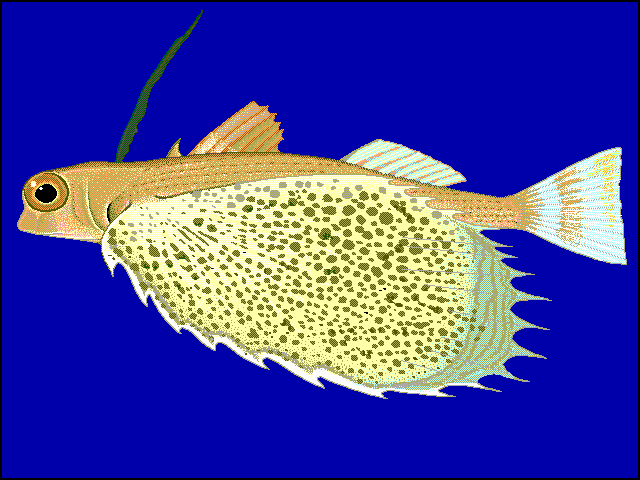
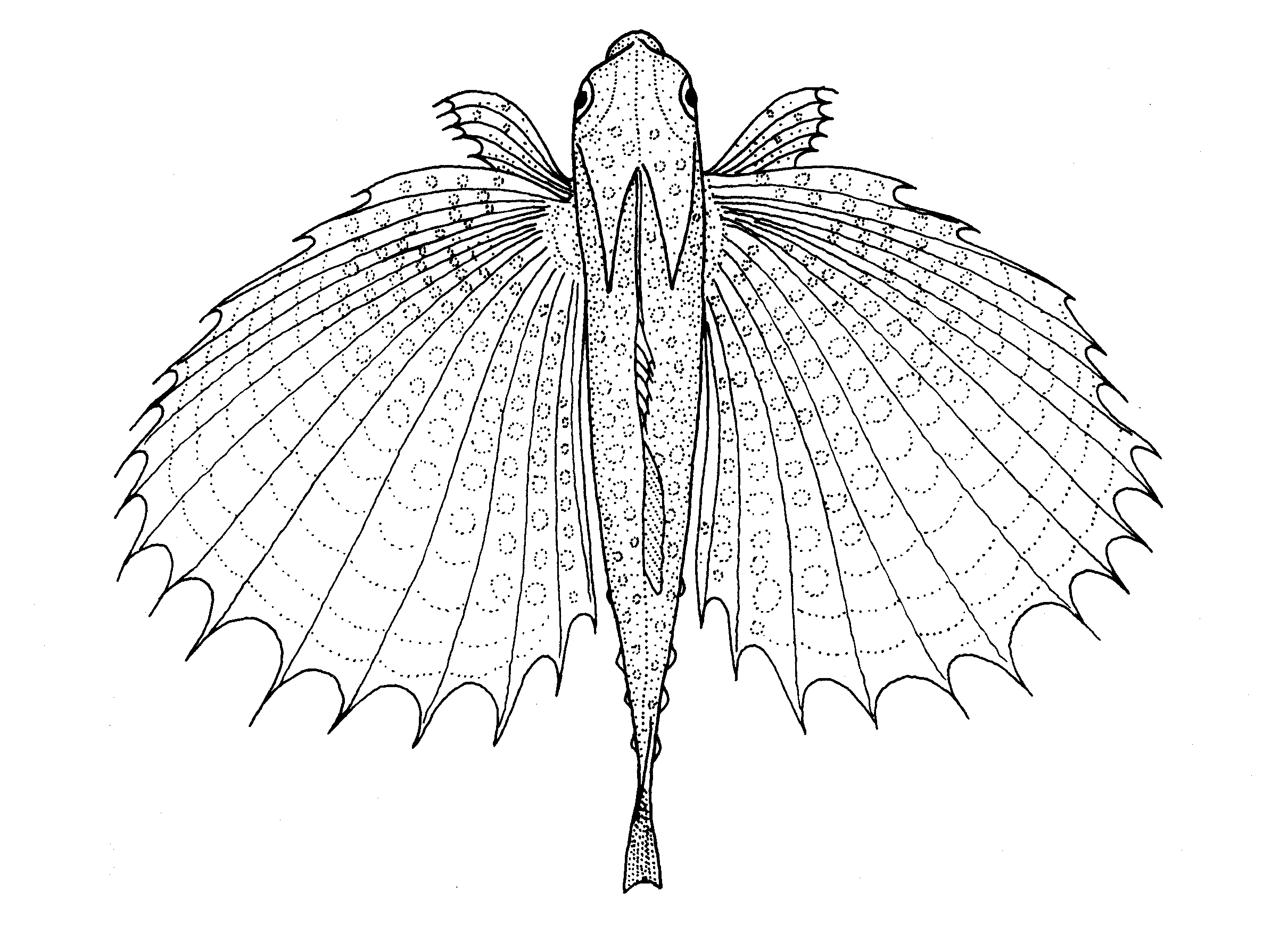
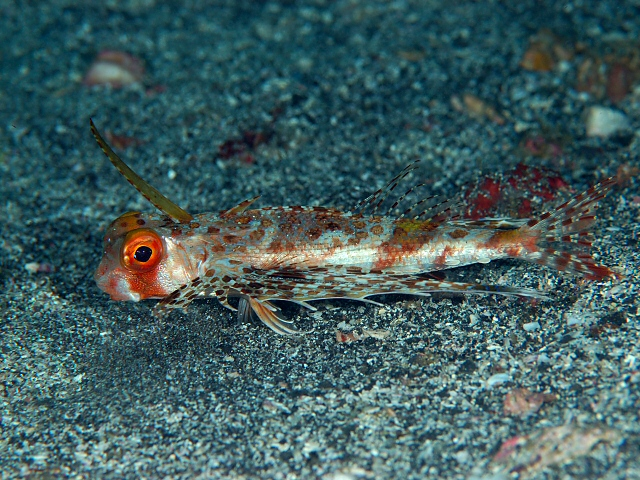